# Heli Järvinen
Heli Maria Järvinen, född 31 maj 1963 i Tammerfors, är en finländsk politiker (Gröna förbundet). Hon var ledamot av Finlands riksdag 2007–2011 och 2015–2023. Till utbildningen är hon magister i samhällsvetenskaper.
Järvinen gjorde comeback i riksdagsvalet i Finland 2015 med 3 580 röster från Sydöstra Finlands valkrets.